# William Pole, 9. Baronet

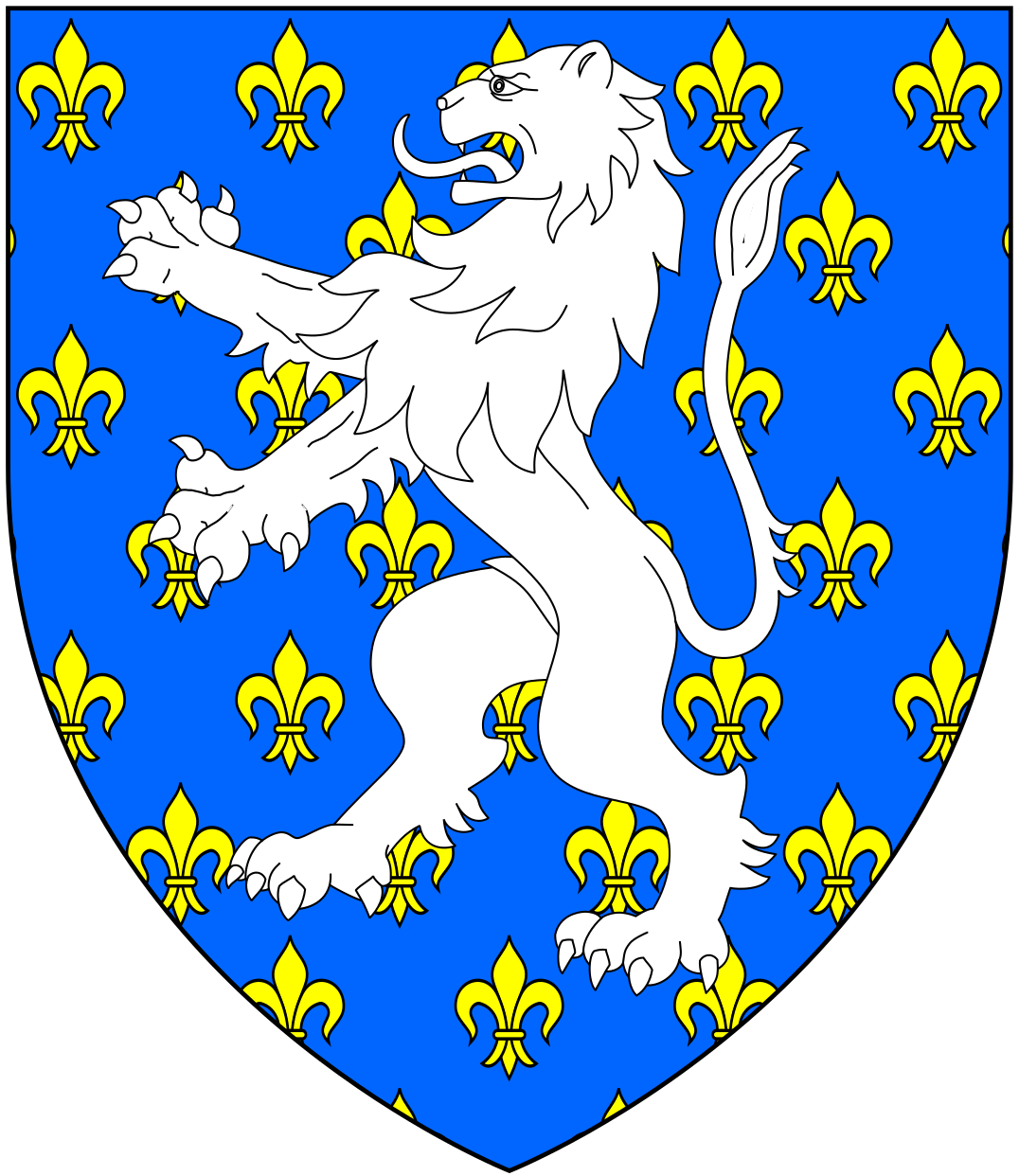
Wappen der Familie Pole of Shute House

Sir William Edmund Pole, 9. Baronet (* Juli 1816; † 21. März 1895) war ein britischer Adliger.
William Pole entstammte der Familie Pole, einer Familie der Gentry von Devon. Er war der älteste Sohn von Sir William Pole, 7. Baronet aus dessen zweiten Ehe mit Charlotte Fraser. Pole studierte ab 1833 am Christ Church College in Oxford, wo er 1837 einen Abschluss als Bachelor und 1840 als Master machte. Anschließend wurde er 1841 als Barrister am Lincoln’s Inn in London zugelassen. Als sein älterer Halbbruder Sir John Reeve de la Pole, 8. Baronet 1874 ohne männliche Nachkommen starb, erbte er den Familiensitz Shute House und den Titel Baronet, of Shute House in the County of Devon.
Pole hatte am 26. April 1841 Margaret Victoriosa Talbot, eine Tochter von Admiral Sir John Talbot und dessen Frau Juliana Arundel geheiratet. Mit ihr hatte er mehrere Kinder, darunter
- Emily Charlotte Augusta Pole († 1927)
- Sir Edmund de la Pole, 10. Baronet (1844–1912)
- Sir Frederick de la Pole, 11. Baronet (1850–1926)
- Arthur Lionel de la Pole (1854–1904)

Sein Erbe wurde sein ältester Sohn Edmund.